# Цейс, Эдуард
Эдуард Цейс (нем. Eduard Zeis; 1 октября 1807, Дрезден — 28 июня 1868, Дрезден) — немецкий медик, хирург.

## Биография
Эдуард Цейс учился в Лейпцигском, Боннском и Мюнхенском университетах, в 1832 году защитил в Лейпциге докторскую диссертацию.
В 1844 году Цейс получил звание ординарного профессора хирургии в Марбургском университете и возглавил местную хирургическую клинику. В 1847 году был избран членом Леопольдины. С 1850 года служил старшим врачом в отделении внешних болезней новой Фридрихштадтской больницы в Дрездене. Специализировался на пластической хирургии. Похоронен на дрезденском кладбище Святого Ильи. Имя хирурга носят Цейсовы железы, сальные железы глазного века, воспаление которых известно как «ячмень».

## Труды
- Handbuch der plastischen Chirurgie. G. Reimer, Berlin 1838 (mit einem Vorwort von Johann Friedrich Dieffenbach).
- Die Literatur und Geschichte der plastischen Chirurgie. 1862.